# Diòdot (filòsof)
Diòdot (grec antic: Διόδοτος, llatí: Diodotus) va ser un filòsof estoic grec del segle i aC, que va viure molts d'anys a Roma, a la casa de Ciceró, a qui coneixia des de la infància. Va educar a Ciceró i el va entrenar especialment en dialèctica. De gran va restar orb, però va continuar escrivint i ensenyant geometria. Va morir a casa de Ciceró el 59 aC i va deixar al seu deixeble una herència de cent mil sestercis.